# Pilzno
Pilzno är en stad i Powiat dębicki i Nedre Karpaternas vojvodskap i Polen. Den hade 4 802 invånare år 2014.